# Ernö Weil
Ernö Weil (* 27. März 1947 in München) ist ein deutscher Intendant und Regisseur.

## Leben
Ernö Weil wuchs in München auf. Er studierte an der Ludwig-Maximilians-Universität und an der Musikhochschule München Musikwissenschaft und Opernregie.
Vor seiner ersten Festanstellung 1971 am Theater Augsburg und seinem Regiedebüt 1973 mit Lucia di Lammermoor assistierte er dem Regisseur August Everding. Von 1974 bis 1977 arbeitete er mit Everding bei den Bayreuther Festspielen als Assistent und Spielleiter für Tristan und Isolde.
Im Jahr 1986 wurde Weil Oberspielleiter am Stadttheater Pforzheim. Er war von 1988 bis 1995 Intendant am Landestheater Coburg. Es folgte eine fünfjährige Intendanz wiederum am Stadttheater Pforzheim. Von 2002 bis 2012 war Weil Leiter des Theaters Regensburg. In dieser Zeit inszenierte er unter anderem die Opern Die Sache Makropulos, Il barbiere di Siviglia, Theodor Veidls Die Kleinstädter, Arabella, Don Carlo, Lulu, Manfred Knaaks Das Collier des Todes, Luciano Berios Un re in ascolto, Die tote Stadt, Hans Werner Henzes The English Cat, Madama Butterfly, Falstaff, das Musical My fair Lady und die Uraufführungen von József Sáris Kammeroper Der Hutmacher und Franz Hummels Zarathustra. Seit Ende der Spielzeit 2011/2012 war er wieder als freischaffender Regisseur tätig und inszenierte Il tabarro, Gianni Schicchi, Suor Angelica und Tosca.
Weil ist mit der Sopranistin Mechthild Gessendorf-Weil verheiratet und lebt in Regensburg.